# Arrow River (rivière)
La rivière Arrow  (anglais : Arrow River) est une courte rivière dans la région d’Otago, dans l’Ile du Sud de la Nouvelle-Zélande.

## Géographie
La rivière Arrow est un affluent de la rivière Kawarau, qui en retour alimente le fleuve Clutha. 
La ville d’Arrowtown siège sur les berges de la rivière Arrow.

## Histoire
Une très petite quantité d’or fut découverte par Jack Tewa dans la rivière Arrow  en août 1862.
Au début d’octobre de cette année-là, des découvertes d’or plus importantes furent réalisées par John McGregor et Peter Stewart à « McGregor  Point » et la partie basse du Lac Wakatipu  et par William Fox (en).
Ils ne sont pas d’accord sur qui y a trouvé l’or pour la première fois, mais ce fut une partie importante de la  Ruée vers l'or d'Otago de 1860.
Dans la série du Le seigneur des anneaux, la scène du film où Arwen affronte les Nazgûl, lors de la fuite de Frodo vers Fondcombe ou Rivendell, fut enregistrée dans ce lieu par Peter Jackson. 
La rivière fut initialement appelée Haihainui- “ grand coup d’ongle” en Māori, par les chasseurs, qui utilisèrent le cours de la rivière pour venir visiter cette zone durant l’été, lors de  la saison de chasse (aux oiseaux) et la recherche des pierres vertes ou pounamus(greenstone).